# 야마모토촌 (구마모토현)
야마모토촌(일본어: 山本村)은 일본 구마모토현 가모토군에 설치되었던 촌이다.

## 참고 문헌
- 角川日本地名大辞典編纂委員会, 『角川日本地名大辞典 43 熊本県』1987, 角川書店